# Charles R. Drew

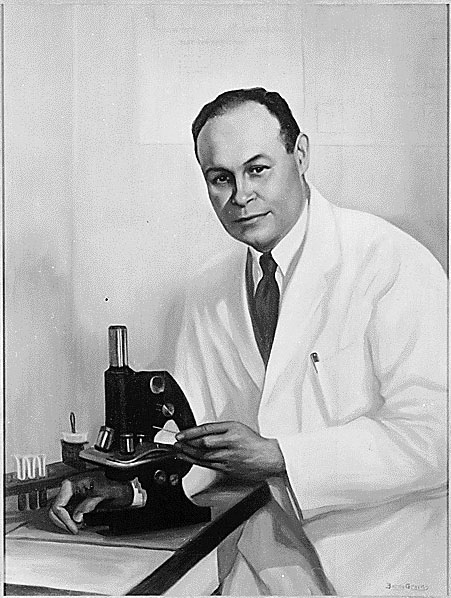
Charles R. Drew, gemalt von Betsy Graves Reyneau.

Charles Richard Drew (* 3. Juni 1904 in Washington, D.C.; † 1. April 1950 in North Carolina) war ein amerikanischer Chirurg und Transfusionsmediziner.

## Leben
Charles R. Drew entwickelte für seine Promotion während eines Forschungsaufenthalts an der New Yorker Columbia University (1930) das heute weltweit anerkannte Verfahren, Blutkonserven in Blutplasma und Zellkonzentrat zu trennen und getrennt einzufrieren, um sie haltbarer zu machen. Während des Zweiten Weltkrieges war er Direktor des Spendenprojekts Blood for Britain, anschließend Direktor der Blutbanken des Roten Kreuzes. Der afroamerikanische Arzt wurde öffentlich bekannt, weil er vergebens gegen die vorherige, unwissenschaftliche Praxis protestierte, nach der weiße US-Soldaten nur Blut von weißen Spendern erhalten sollten. Nach dem Krieg lehrte er an der Howard University in Washington.
Drew kam bei einem Autounfall ums Leben. Eine urbane Legende besagt, dass ein benachbartes Krankenhaus ihn aufgrund seiner Hautfarbe nicht aufnehmen wollte. Augenzeugen haben das jedoch dementiert. Die falsche Darstellung erhielt unter anderem durch die Erwähnung in einer Folge der Fernsehserie M*A*S*H (Staffel 2, Folge 9) große Verbreitung.
1981 wurde Drew eine Briefmarke der Serie Great Americans gewidmet, zahlreiche Schulen tragen seinen Namen. 2010 hat die United States Navy ein Frachtschiff der Lewis-and-Clark-Klasse nach ihm benannt, die USNS Charles Drew (T-AKE-10).

## Trivia
Charles Richard Drew hat Eingang in Stevie Wonders Album Songs in the Key of Life gefunden. In dem Lied Black Man wird „Dr. Charles Drew“ explizit als Direktor der Blutbank des Roten Kreuzes genannt.